# マダバ
マダバ（مادبا, Madaba）はヨルダン西部の都市でマダバ県の県都。首都アンマンの南西35km、死海の東の台地上に位置する。人口は約60,000人でヨルダンでは第5位。
東ローマ帝国時代およびウマイヤ朝時代のモザイクが残ることで知られており、特に東ローマ帝国時代のパレスチナおよびナイル川デルタを描いた、モザイクでできた大きな地図（マダバ地図）が有名。

## 歴史
マダバ周辺には新石器時代以来人が住み続けた。マダバの街は青銅器時代中期に遡り、かつてはモアブの境にある町で、旧約聖書の民数記21章30節およびヨシュア記13章9節では「メデバ」の名で登場する。
ナバテア王国の支配下にあったマダバは106年にローマ帝国に支配されアラビア属州に編入され、7世紀まで東ローマ帝国により統治された。その後はイスラム帝国およびウマイヤ朝の統治するパレスチナの一部となった。
マダバのキリスト教徒共同体や司教に関する最古の言及は、451年のカルケドン公会議の記録の中にみられる。この地方の主都ボストラの大司教のコンスタンティンは、「メダベニ」（Medabeni）司教ガイアノに代わり署名を行っているが、このメダベニが現在のマダバにあたる。
746年の大地震で破壊されその後は再建されず廃墟となったが、1880年に2人のイタリア人司祭に率いられた90家族のアラブ人キリスト教徒がカラクからこの地に移り住み、以後、現代のマダバの街が古代の町の跡に築かれていった。また廃墟の中からモザイクなどが発見され、乏しい文献資料を補う考古学的発見が続いた。1897年の時点で10カ所の教会の跡があったが、現在では拡大した市街地の中に取り込まれてしまっている。

## 遺物の発見

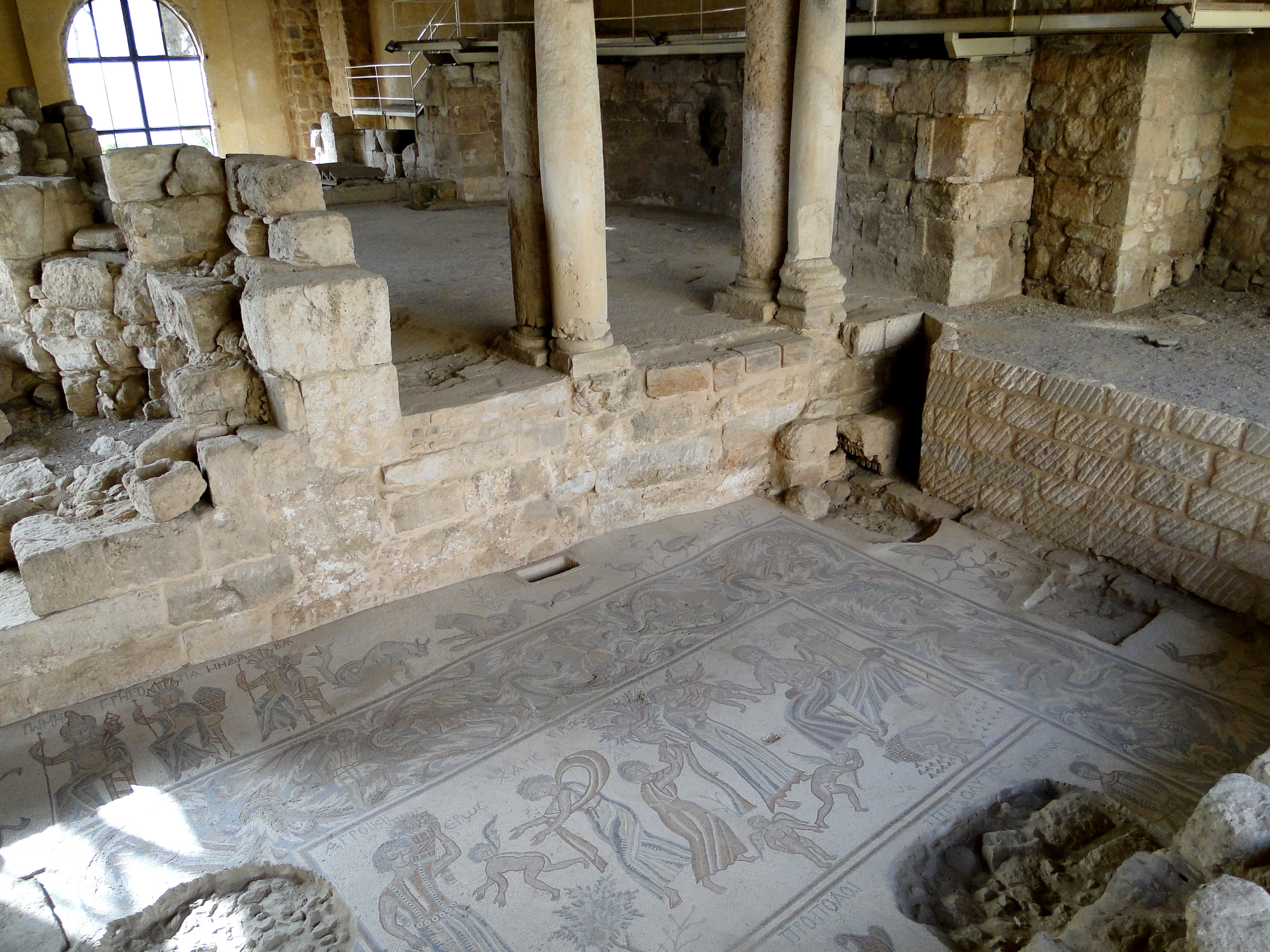
マダバの考古学公園のヒッポリュトス・ホール

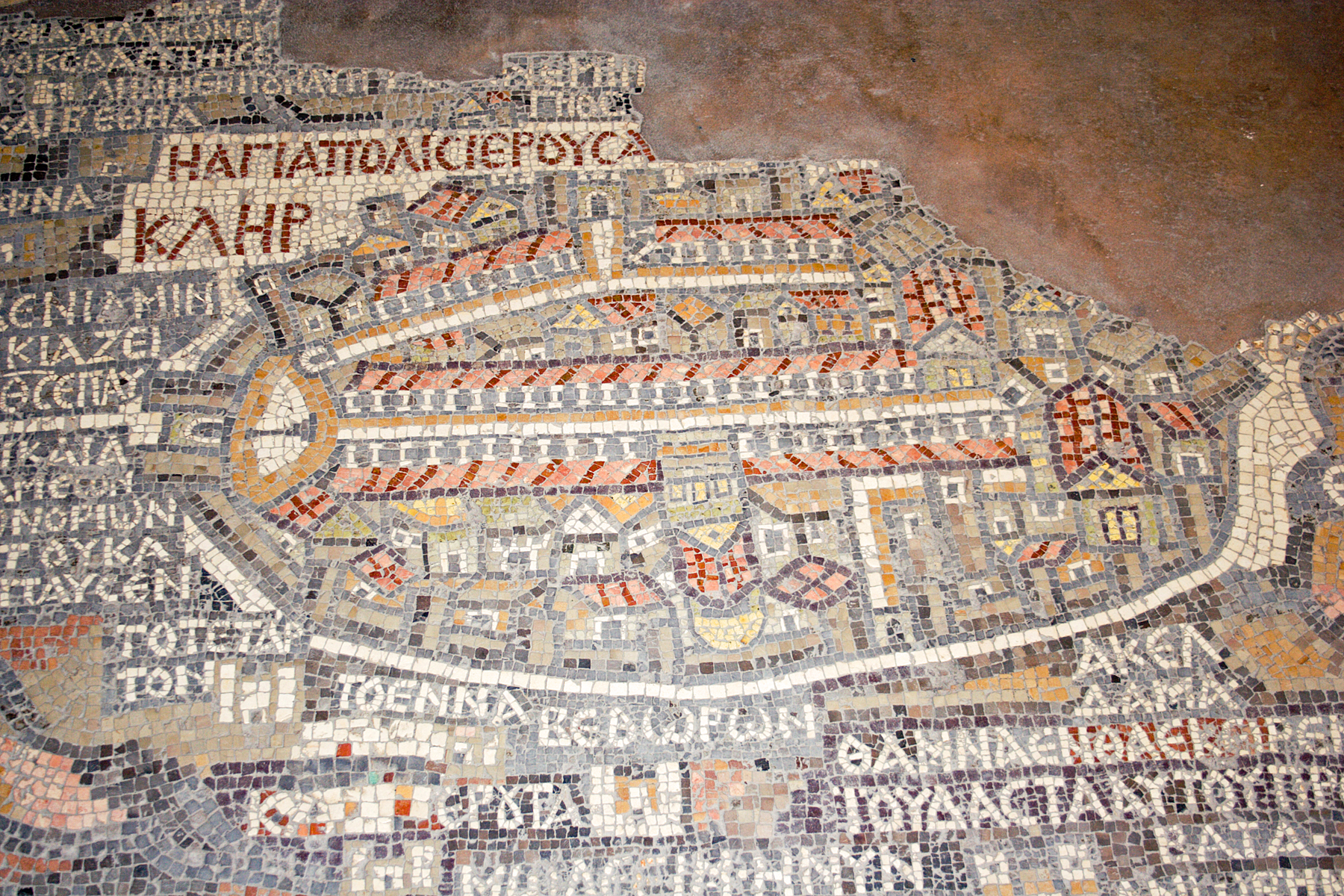
正教会の聖ゲオルギウス聖堂（地図の教会）から見つかったモザイク地図の一部。聖都エルサレムの部分

モザイクは最初、偶然に発見された。19世紀末、新たにマダバに移住した人々が家を作ろうとして古代の廃墟から切石を運び出していた際に、床を飾っていたモザイクが出現した。マダバの新住民達は、司祭らからモザイクの重要性を教えられ、以後見つかったモザイクは全て丁寧に保存された。
1896年、モザイクでできた古代エジプト・パレスチナの地図、いわゆる「マダバ地図」が発見され、1年後にその成果が出版された。この発見は古代世界の地理に関する貴重な資料として各国の学者の関心を集め、モザイクの保存と発見に情熱を注いだジュゼッペ・マンフレディ（Giuseppe Manfredi）の熱意を受け継いだ住民にも誇りを与えた。マダバはヨルダンにおける「モザイクの都」となっており、モザイクは観光の目玉にもなっている。
市の北側は古代のモザイクが集中する地域である。東ローマ帝国およびウマイヤ朝の時期、現在の市街地の北半分にはローマ街道につながる列柱道路が直交し、「地図の教会」、ヒッポリュトスの邸宅、聖母マリアの教会、預言者エリヤの教会と地下聖堂、聖殉教者教会（アル＝ハディル Al-Khadir）、「焼けた宮殿」などが建っていた。
マダバのモザイク地図は6世紀のパレスチナ・エジプト地方の様々な地名を記載した地図で、正教会の聖ゲオルギウスのバシリカの床を飾っていた。2百万個の石のかけらでできたモザイクは、パレスチナの丘や谷、町や村を表している。また東ローマ時代のエルサレムを表現した現存する最古の地図でもある。街の横に「聖なる街」と書かれ、6世紀当時のエルサレムのランドマーク、例えば列柱が並び店が連なる南北の大通り（カルド・マクシムス）や、聖墳墓教会などがはっきりと描かれている。この地図は、70年のエルサレム攻囲戦で一旦破壊された後、135年に終わったバル・コクバの乱後に再建されたエルサレムの姿についての研究を進める重要な資料となった。
その他のモザイクの名品は聖母教会、使徒教会、考古学博物館などにあり、花や植物、鳥や魚、動物やその他珍しい獣の豊かな描写、神話の風景、狩り・釣り・農耕などの日常の営みなどが描き出されている。さらに5世紀から7世紀にかけてのモザイクがマダバの町中から発見され保存されている。

## 宗教
市民の半分以上はムスリムだが、ヨルダンに住むキリスト教徒の多くがマダバに住み、市民の35%から40%はキリスト教徒である。市内には多くの教会がある。

## 開発
マダバは新設大学の予定地に選ばれ、旧市街から遠くない場所に新しい住宅群の建設が進んでいる。またクウェートの会社がマダバに新しく作られるオフィスビルに出資している。

## ギャラリー

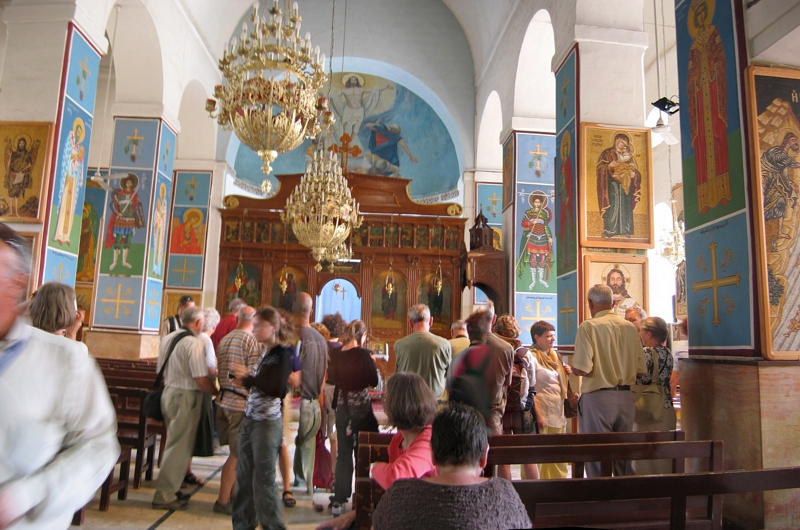
モザイクがある聖ゲオルギウス教会の内部
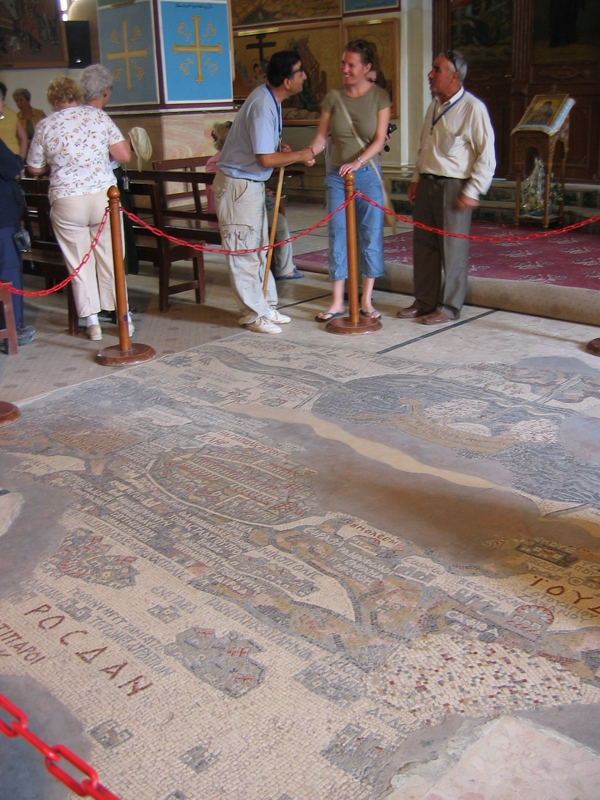
モザイクを見る人々
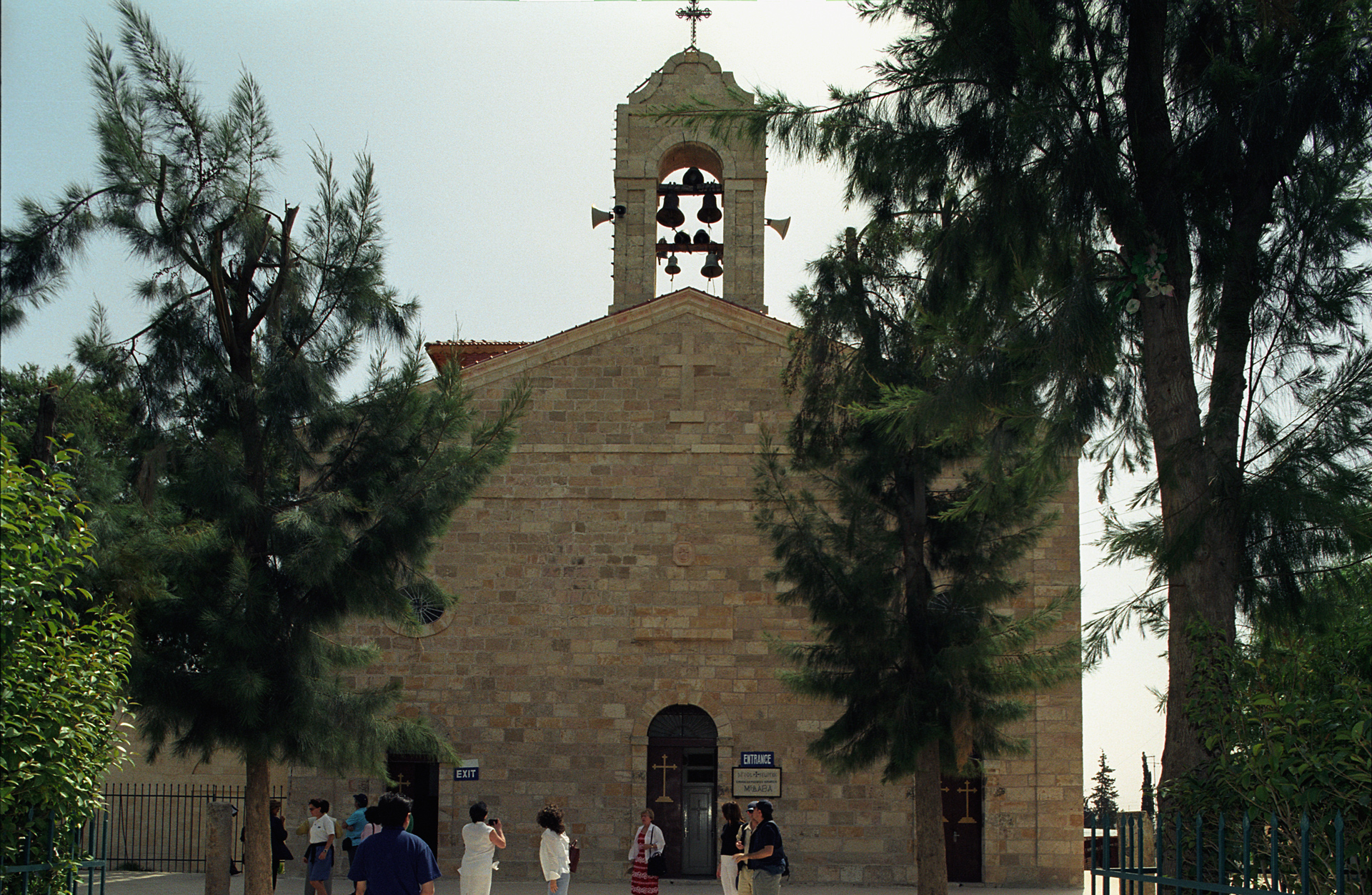
正教会の聖ゲオルギウス聖堂（地図の教会）
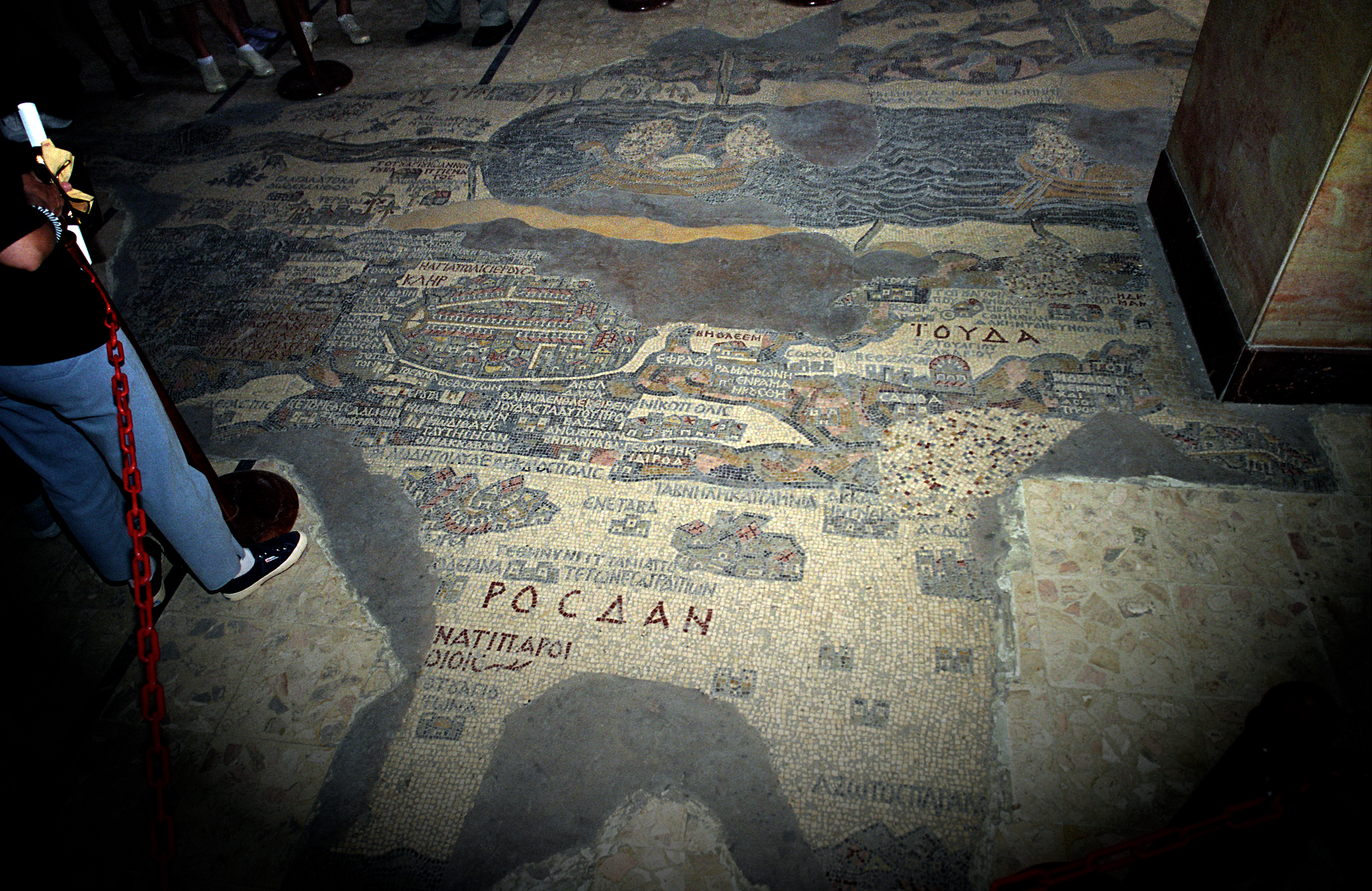
正教会の聖堂内のモザイク地図